# Kanumehrkampf
Erste Kanu-Mehrkämpfe gab es schon in den 1930er-Jahren. Seit 1996 sind 'Kanumehrkampf' und 'Kanutriathlon' auch offizielle DKV-Disziplinen.
Die Kanumehrkämpfe besitzen gerade in Ostdeutschland eine sehr lange Tradition. Beim Kanumehrkampf werden im Gegensatz zu den meisten anderen Vielseitigkeitswettkämpfen, die verschiedenen Disziplinen nicht direkt hintereinander absolviert. Die typischen Disziplinen sind bei den heutigen Kanumehrkämpfen: Zeitfahren (500 m), Stechpaddeln (250 m), Slalom, Laufen (1000 m) und Schwimmen (50 m). 
Beim Kanutriathlon werden die unterschiedlichen Disziplinen direkt hintereinander absolviert. In Anlehnung an das Triathlon zählen zu den Disziplinen: Paddeln, Radfahren, Laufen.
Die Reihenfolge der Disziplinen bleibt dem Veranstalter überlassen. Als Varianten gibt es: Kanuduathlon (Laufen, Paddeln, Laufen) oder Kanuquadrathlon (z. B. Paddeln, Laufen, Radfahren, Inlineskaten), oder Hydrathlon (Schwimmen, Laufen, Kajak).
Beide Formen dieser Vielseitigkeitswettkämpfe sind für Kajaks ausgelegt. Obwohl es im Kanutriathlon keine festen Vorgaben gibt, wird selten ein Canadier verwendet. 